# Congreso Latinoamericano y Caribeño por la Independencia de Puerto Rico
El Congreso Latinoamericano y Caribeño por la Independencia de Puerto Rico, reunido en Ciudad de Panamá, Panamá el 18 y 19 de noviembre de 2006, consistió en un cónclave internacional de delegados de veintidós países (entre ellos de quince partidos políticos en el poder), que participaron de los trabajos en apoyo a la independencia y soberanía de Puerto Rico. Los trabajos iniciaron con un discurso del Secretario General del Partido Revolucionario Democrático (PRD) y presidente de la República de Panamá, Martín Torrijos. 
En el Congreso Latinoamericano y Caribeño por la Independencia de Puerto Rico estuvieron presente representantes de gran envergadura política en América Latina como: el expresidente argentino Raúl Alfonsín, con una delegación de todo el espectro político argentino; el presidente de la Asamblea Popular de Cuba, Ricardo Alarcón; Cuauhtémoc Cárdenas y Gustavo Carvajal, entre varios líderes mexicanos de envergadura; los más altos funcionarios del parlamento uruguayo; el Comandante Tomás Borge, del Frente Sandinista y exministro de Cultura de Nicaragua; el excandidato presidencial de Colombia Horacio Serpa, entre muchos otros. Para algunos, ese encuentro significó dejar de lado importantes diferencias para coincidir en el reclamo histórico y de principios de la exigencia de soberanía para Puerto Rico. 
En Panamá se reiteró la solidaridad con la causa de la independencia de Puerto Rico, se crearon comités de apoyo que en cada país difundirán la lucha por la independencia de dicha nación latinoamericana, y se ofreció, a Puerto Rico y a Estados Unidos, los buenos oficios necesarios para conducir al diálogo que lleve a la solución del problema colonial.
Últimamente también la representante del partido socialista en Francia, Ségolène Royal, también brindó su apoyo por la independencia y soberanía del país. También los partidos que están en el poder en España, como el Partido Popular y el Partido Socialista Obrero Español.

## Partidos y organizaciones políticas que suscribieron su apoyo permanente a laindependencia de Puerto Rico
- Diecinueve (19) de estos partidos actualmente están en el poder y gobiernan en sus respectivos partidos, incluyendo cuatro países europeos y dos asiáticos:

| País                   | Partido                                         |
| ---------------------- | ----------------------------------------------- |
| Argentina              | Unión Cívica Radical                            |
| Aruba                  | Movimiento Electoral del Pueblo                 |
| Barbados               | Partido Laborista de Barbados                   |
| Bolivia                | Movimiento al Socialismo                        |
| Brasil                 | Partido Laborista Democrático                   |
| Brasil                 | Partido de los Trabajadores                     |
| Chile                  | Partido Socialista de Chile                     |
| Chile                  | Partido Radical Socialdemócrata                 |
| Costa Rica             | Partido Liberación Nacional                     |
| Cuba                   | Asamblea Nacional del Poder Popular             |
| Curazao                | Movimiento por las Nuevas Antillas              |
| Dominica               | Partido Laborista de Dominica                   |
| Ecuador                | Izquierda Democrática                           |
| España                 | Partido Popular                                 |
| España                 | Partido Socialista Obrero Español               |
| Filipinas              | Partido Comunista de Filipinas                  |
| Filipinas              | Partido Socialista Democrático de las Filipinas |
| Francia                | Partido Socialista                              |
| Guatemala              | Convergencia Social Demócrata                   |
| Guyana                 | Alianza Obrera Popular                          |
| Haití                  | Unión de los Socialdemócratas Haitianos         |
| Jamaica                | Partido Popular Nacional                        |
| México                 | Partido Revolucionario Institucional            |
| México                 | Partido de la Revolución Democrática            |
| Nicaragua              | Frente Sandinista de Liberación Nacional        |
| Panamá                 | Partido Revolucionario Democrático              |
| Paraguay               | Partido Revolucionario Febrerista               |
| Paraguay               | País Solidario                                  |
| Perú                   | APRA                                            |
| Perú                   | Partido Aprista Peruano                         |
| Puerto Rico            | Partido Independentista Puertorriqueño          |
| Puerto Rico            | Movimiento Socialista de Trabajadores           |
| Portugal               | Congreso de Albufeira                           |
| San Cristóbal y Nieves | Partido Laborista de San Cristóbal y Nieves     |
| Santa Lucía            | Partido Laborista de Santa Lucía                |
| San Marino             | Partido de los Socialistas y Demócratas         |
| Siria                  | Partido Baaz Árabe Socialista                   |
| Uruguay                | Partido Socialista del Uruguay                  |
| Uruguay                | Nuevo Espacio                                   |
| Venezuela              | Acción Democrática                              |
| Venezuela              | Movimiento al Socialismo                        |